# ارهاص
اِرْهاص، اصطلاحی کلامی است که به حوادث خارق‌العادهٔ همزمان با تولد یا کودکی پیامبران اشاره می‌کند. ارهاص پیش از بعثت انبیاء و هدف از آن، آماده کردن جامعه برای پذیرش ادعای بعدی آن پیامبر است. نجات موسی از آب، سخن گفتن عیسی در گهواره و حوادث عام الفیل در سال تولد محمد و مانند آن ارهاص نامیده می‌شوند. برخی متکلمان ارهاص را قبول ندارند.

## مفهوم
ارهاص، اصطلاحی کلامی که به حوادث خارق‌العاده‌ای که همزمان با تولد یا کودکی پیامبران و پیش از بعثت آنها اتفاق می‌افتد، گفته می‌شود. هدف از آن، آمادگی جامعه برای پذیرش ادعای بعدی آن پیامبر است. شعرانی، در شرح کشف المراد اشاره می‌کند، کسانی که کرامت را قبول ندارند، وقوع ارهاص را نیز انکار می‌کنند. اما قرآن به برخی ارهاصات اشاره کرده است.

## ارهاصات مشهور دوران برخی پیامبران
- زمانی که موسی متولد شد، خداوند به مادرش دستور داد که او را برای نجات از دست فرعون، روی تخته‌ای گذاشته و به آب بیندازد. خداوند موسی را نجات داد و او در قصر فرعون پرورش یافت. این، برای کسانی که از این کار آگاهی داشتند ارهاص بود.[۱]
- عیسی بدون پدر متولد شد[۴] و در حالی که هنوز در گهواره بود سخن گفت.
- پیامبر اسلام در عام الفیل متولد شد.[۱] نقل می‌کنند در همان سال شخصی به نام ابرهه با سپاهی از فیل به قصد ویران کردن کعبه حرکت کرد که در نزدیکی کعبه با انبوهی از پرندگان روبرو می‌شوند که سنگ‌ریزه‌های را به سوی آنها پرتاب می‌کردند و همه لشکر را از بین برد.[۵] نابودی سپاه ابرهه را یک نوع ارهاص دانسته‌اند.[۶]
- مواردی چون خاموش شدن آتشکده فارس، افتادن چهارده کنگره از ایوان کسری،[۷] سرنگونی بت‌ها، همگی را همزمان با ولادت پیامبر اسلام و از مصادیق ارهاص دانسته‌اند.[۸]

## فرق ارهاص، معجزه و کرامت
- ارهاص، وقوع کارهای خارق العاده‌ای است که پیش از ادعای نبوت و برای مقدمه‌چینی آن، اتفاق می‌افتد.[۷]
- معجزه، به وسیله پیامبران و همراه با تحدی و ادعای نبوت است.[۹]
- کرامت، کارهای خارق العاده‌ای که برخی انسان‌های عادی آن را انجام می‌دهند و همراه با مبارزه طلبی و ادعا نیست.[۱۰]